# Hammerschmiede (Langenzenn)
Hammerschmiede (fränkisch: Hammea-schmidn) ist ein Gemeindeteil der Stadt Langenzenn im Landkreis Fürth (Mittelfranken, Bayern). Hammerschmiede liegt in der Gemarkung Keidenzell.

## Geographie
Unmittelbar südlich des Weilers liegt der Traumsee, der vom Farrnbach gespeist wird. Ein namenloser Bach speist einige Weiher südlich des Ortes und mündet im Ort als rechter Zufluss des Farrnbachs. Im Nordosten grenzen die Straßäcker an, im Süden erhebt sich die Brunnenleite und im Südwesten liegt das Braunbauernfeld. Die Kreisstraße FÜ 16 führt nach Keidenzell (1 km westlich) bzw. nach Stinzendorf (0,7 km östlich). Ein Anliegerweg führt zum Ödenhof (0,4 km nördlich).

## Geschichte
Der Ort hieß ursprünglich Keidenzeller Mühle. Während des Dreißigjährigen Kriegs (1618–1648) wurde sie zerstört. Im Jahre 1712 wurde die Mühle wieder neu aufgebaut.
Gegen Ende des 18. Jahrhunderts gehörte die Hammerschmiede zur Realgemeinde Keidenzell. Das Anwesen hatte das brandenburg-ansbachische Kastenamt Cadolzburg als Grundherrn.
Von 1797 bis 1808 unterstand der Ort dem Justiz- und Kammeramt Cadolzburg. Im Rahmen des Gemeindeedikts wurde Hammerschmiede dem 1808 gebildeten Steuerdistrikt Keidenzell und der im selben Jahr gebildeten Ruralgemeinde Keidenzell zugeordnet. 1833 wurde die Mühle zur Hammerschmiede umgerüstet und dementsprechend genannt.
Am 1. Mai 1978 wurde Hammerschmiede im Zuge der Gebietsreform in Bayern nach Langenzenn eingegliedert.

### Baudenkmal
- Haus Nr. 7a: Wohnhaus mit Anbau und Scheune[10]

### Einwohnerentwicklung
| Jahr      | 001818 | 001840 | 001861 | 001871 | 001885 | 001900 | 001925 | 001950 | 001961 | 001970 | 001987 |
| Einwohner | *      | 5      | *      | 31     | 30     | 22     | 30     | 53     | 35     | 23     | 18     |
| Häuser    | *      | 1      |        |        | 6      | 6      | 5      | 5      | 5      |        | 8      |
| Quelle    | [ 12 ] | [ 13 ] | [ 14 ] | [ 15 ] | [ 16 ] | [ 17 ] | [ 18 ] | [ 19 ] | [ 20 ] | [ 21 ] | [ 1 ]  |

## Religion
Der Ort ist seit der Reformation evangelisch-lutherisch geprägt und bis heute in die Trinitatiskirche (Langenzenn) gepfarrt. Die Einwohner römisch-katholischer Konfession waren ursprünglich nach St. Michael (Wilhermsdorf) gepfarrt, heute ist die Pfarrei St. Marien (Langenzenn) zuständig.